# حديث سد الأبواب

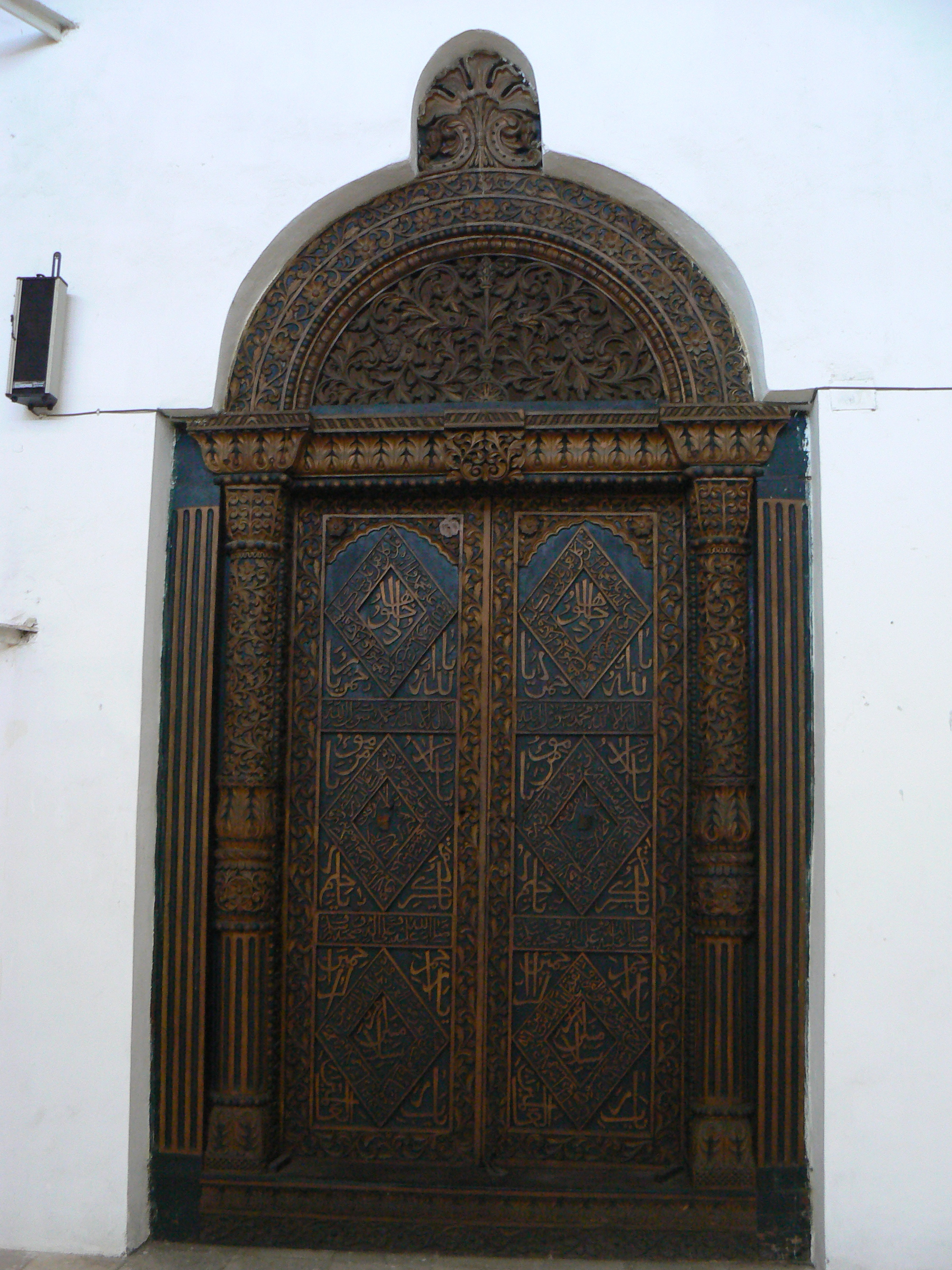
باب زنجبار محفور

حديث سد الأبواب من الأحاديث المتواترة الذي رواه كلاً من رواة الفريقين السنة والشيعة في مصادرهم، والذي يبين إحدى فضائل أمير المؤمنين علي بن أبي طالب.

## نص الحديث
حدثنا عبد الله قال حدثني أبي نا محمد بن جعفر نا عوف عن ميمون أبي عبد الله عن زيد بن أرقم قال: كان لنفر من أصحاب رسول الله صلى الله عليه وسلم أبواب شارعة في المسجد، فقال يوما: سدوا هذه الأبواب إلا باب علي، فتكلم في ذلك أناس، قال: فقام رسول الله صلى الله عليه وسلم فحمد الله وأثنى عليه، ثم قال: أما بعد فإني اُمرت بسد هذه الأبواب غير باب علي، فقال فيه قائلكم، و الله ما سددت شيئاً ولا فتحته، ولكني اُمرت بشيء فاتّبعته.

### رواة الحديث من الصحابة
1. علي بن أبي طالب.
2. سعد بن أبي وقّاص.
3. عبد الله بن عباس.
4. أبو سعيد الخدري.
5. عمر بن الخطاب.
6. عبد الله بن عمر بن الخطاب.
7. زيد بن أرقم.
8. البراء بن عازب الأنصاري.
9. جابر بن سمرة.
10. أنس بن مالك.
11. جابر بن عبد الله الأنصاري.
12. ابن مسعود.
13. أبو ذر الغفاري.
14. حذيفة بن اسيد الغفاري.
15. بريدة الأسلمي السوائي.
16. أبو الحمراء.
17. عبد الله بن مسعود.
18. عائشة.
19. أم سلمة.الخوئي، [2][3]

### زمان الحادثة
وقعت حادثة سد الأبواب إلّا باب علي بن أبي طالب في السنة الأولى من الهجرة النبوية.

### أقوال العلماء في الحديث
مما قاله ابن حجر، في كتابه القول المسدّد في الذب عن مسند أحمد، قوله: (قول ابن الجوزي في هذا الحديث إنه باطل وإنه موضوع، دعوى لم يستدل عليها إلا بمخالفة الحديث الذي في الصحيحين، وهذا إقدام على ردّ الأحاديث الصحيحة بمجرد التوهم، ولا ينبغي الإقدام على الحكم بالوضع إلا عند عدم إمكان الجمع.....).
كذلك قوله: (هذا الحديث من هذا الباب هو حديث مشهور له طرق متعددة، كل طريق فيها على انفراده لا تقصر عنه رتبة الحسن، ومجموعها مما يُقطع بصحته على طريقة كثير من أهل الحديث، وأما كونه معارضاً لما في الصحيحين فغير مسلّم، ليس بينهما معارضة..).
قول الشوكاني في كتابه الفوائد المجموعة: (وبالجملة فالحديث ثابت لا يحل لمسلم أن يحكم ببطلانه، وله طرق كثيرة جداً، قد أوردها صاحب اللئالي، وقد صحّ حديث زيد بن الأرقم في المستدرك، وكذلك الضياء في المختارة، وإعلاله بميمون غير صحيح، فقد وثقه غير واحد، وصحح له الترمذي).

## انظر أیضا
- حديث اللوح
- حديث الثقلين
- حديث الغدير
- حديث المنزلة
- الرسالة الذهبية
- حديث الكساء